# دو ژنچنگ
دو ژنچنگ (انگلیسی: Du Zhencheng؛ زادهٔ ۲۸ ژانویهٔ ۱۹۶۶) شمشیرباز اهل چین بود. وی در بازی‌های المپیک تابستانی ۱۹۸۸ شرکت کرده‌است.